# Nadine Anstatt
Nadine Anstatt (* 14. Mai 1995 in Mainz) ist eine deutsche Fußballspielerin.

## Karriere
Anstatt spielte von 2011 bis 2013 für den Regionalligisten TuS Wörrstadt und zeichnete sich dort in zwei Spielzeiten als treffsichere Angreiferin aus. Nach ihrem Wechsel zum ambitionierten Ligarivalen TSV Schott Mainz erreichte sie bereits in ihrer ersten Saison sportlich den Aufstieg in die 2. Bundesliga. Aufgrund des nicht fristgerecht eingereichten Lizenzantrags musste Mainz jedoch dem Vizemeister 1. FFC Montabaur den Vortritt lassen. Anstatt wechselte im Sommer 2014 zur zweiten Mannschaft des 1. FFC Frankfurt und rückte im Mai 2016 erstmals in den Bundesligakader der Hessinnen auf. Am 3. Juni 2018 wurde Anstatt dort verabschiedet und es folgten weitere Stationen beim FSV Hessen Wetzlar und dem BV Cloppenburg. Ab dem Sommer 2020 stand sie beim Zweitligisten 1. FC Saarbrücken unter Vertrag. Nach dem Abstieg in die Regionalliga Südwest 2021 und dem knapp verpassten direkten Wiederaufstieg in die 2. Bundesliga in der Saison 2021/2022, schloss Anstatt sich im darauffolgenden Sommer erneut dem TSV Schott Mainz an, neuer Kooperationspartner des 1. FSV Mainz 05 im Frauenfußball. Mit diesem belegte sie in der Saison 2022/2023 den 3. Tabellenplatz. Nach einem bemerkenswerten Schnitt von zwei Toren pro Spiel in der Hinrunde, wurde sie in der Rückserie von einem Handgelenksbruch gebremst. In der Saison 2023/2024 erfolgte dann die Premierensaison im Trikot des 1. FSV Mainz 05. In dieser krönten sich die Mainzerinnen zu Meisterinnen in der Regionalliga Südwest, scheiterten jedoch in den Aufstiegsspielen am VfL Bochum. Anstatt steuerte 20 Treffer und vier Vorlagen bei. In der Folgesaison 2024/2025 sollte sie diese Zahlen noch einmal deutlich toppen und gleichzeitig mit der Mannschaft den langersehnten Aufstieg in die 2. Frauenbundesliga feiern: Mit 33 Treffern sicherte sich die 30-Jährige die "Torjägerkanone für alle" in der dritthöchsten Spielklasse der Frauen.